# Fotografia panorâmica
Fotografia panorâmica, assim como a palavra panorama, refere-se a uma vista inteira de uma área circunvizinha.  As fotografias panorâmicas tentam capturar tal vista. A origem da palavra vem de duas palavras gregas, παν (pan), que significa "total", e ὅραμα (órama), que significa "vista".
Não há nenhuma definição formal para o ponto em que a "grande angular" termina e a "panorâmica" começa, mas uma imagem verdadeiramente panorâmica deve capturar um campo de vista comparável (ou maior do que) a do olho humano, que é de 160° por 75° a partir de um ponto de vista, e deve fazer assim ao manter os detalhes precisos através do retrato inteiro.
Atualmente, é possível fazer fotografias panorâmicas em qualquer proporção com o uso de câmera fotográfica comum, scanner ou câmeras digitais. Há diversos softwares disponíveis para tal, capazes de combinar várias fotos em uma única imagem, atingindo uma visão de até 360 graus na horizontal e 180 na vertical, fechando uma esfera completa.
Há várias maneiras de se fazer uma foto panorâmica, seja com o uso de um equipamento específico, como espelhos parabólicos, seja com equipamentos normais, manipulando depois o resultado para compor a panorâmica. Muitas máquinas modernas trazem ainda funções para a criação automática de panorâmicas. Alguns modelos apresentam gráficos na tela que facilitam o disparo da próxima foto, de modo que o encaixe das mesmas seja facilitado. Outros fazem um vídeo enquanto você gira a câmera e depois o equipamento seleciona os quadros e cria a foto panorâmica a partir da junção dos mesmos. Notadamente alguns modelos da Sony utilizam esta técnica.
Fotógrafos que realizam panorâmicas são chamados de panoramistas.

Panorama fotográfico de Taipé, Taiwan.

Panorama fotográfico da parte sul de Manhattan, Nova Iorque, feita a partir de 12 fotografias.

## História

### Panoramas na pintura
A palavra panorama foi originalmente cunhada pelo pintor irlandês Robert Barker para descrever suas pinturas panorâmicas de Edimburgo. Mostradas em uma superfície cilíndrica e vistas de dentro, elas eram exibidas em Londres, em 1792, como "O Panorama".
No século XIX, pinturas e modelos panorâmicos tornaram-se formas muito populares de representar paisagens e eventos históricos. O Bourbaki Panorama, em Lucerna (Suíça), por exemplo, exibe uma pintura circular de 1881 de Edouard Castres. Ela tem 10 metros de altura, com uma circunferência de mais de 100 metros. Já o Atlanta Cyclorama, de 1887, descrevendo a Batalha de Atlanta, da Guerra Civil Americana, tem 42 pés de altura e 358 de largura.

### Panoramas na fotografia
A história da fotografia panorâmica é quase tão antiga quanto a da fotografia propriamente dita. As primeiras fotografias panorâmicas de que se tem notícia foram feitas na década de 1840.
Uma das primeiras patentes de câmera para panorâmicas foi submetida por Joseph Puchberger na Áustria em 1843. Era de uma câmera com uma manivela, com campo de visão de 150° e distância focal de 8 polegadas que sensibilizava um Daguerreótipo relativamente largo de até 24 polegadas (610mm) de comprimento. No ano seguinte Friedrich von Martens na Alemanha lançou um modelo que fez mais sucesso e era tecnicamente superior. Sua câmera, a Megaskop, trouxe uma novidade crucial, um conjunto de engrenagens que propiciou uma velocidade de giro relativamente estável. Com isso a câmera conseguia expor corretamente o material fotográfico, evitando velocidades irregulares que criavam desequilíbrios na exposição, causando defeitos no resultado final. Martens arranjou um emprego com Lerebours, um fotógrafo e editor. É possível que a invenção de Martens tenha sido aperfeiçoada antes da patente de Puchberger. Por conta do alto custo do material e da dificuldade técnica de expor adequadamente os pratos, panoramas daguerreótipos são bastante raros, especialmente aqueles feitos em partes a partir de vários pratos (veja abaixo).[carece de fontes?]

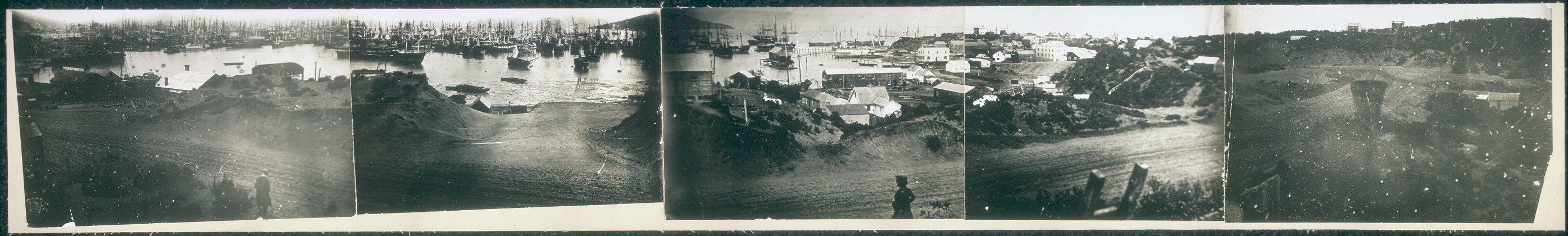
Um panorama de 1851 mostrando São Francisco do bairro de Rincon Hill pelo fotógrafo Martin Behrmanx. Acredita-se que o panorama inicialmente tinha onze pratos, mas os daguerreótipos originais não existem mais.

Algumas das mais famosas panorâmicas foram montadas por George Barnard, um fotógrafo do exército durante a Guerra Civil Americana, na década de 1860.
No fim do século XIX, câmeras fotográficas motorizadas foram desenvolvidas especialmente para a fotografia panorâmica. Algumas giravam completamente, enquanto, em outras, só a lente movimentava-se.

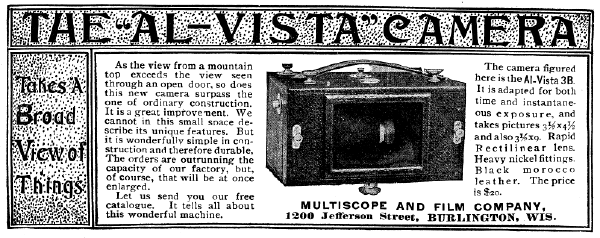
Um anúncio de 1900 de uma câmera panorâmica de rotação.

A Kodak Cirkut, uma das mais famosas, foi patenteada em 1904. Usava filme de 5" a 16" de largura e produzia fotografias de 360º com até 20 pés de comprimento.

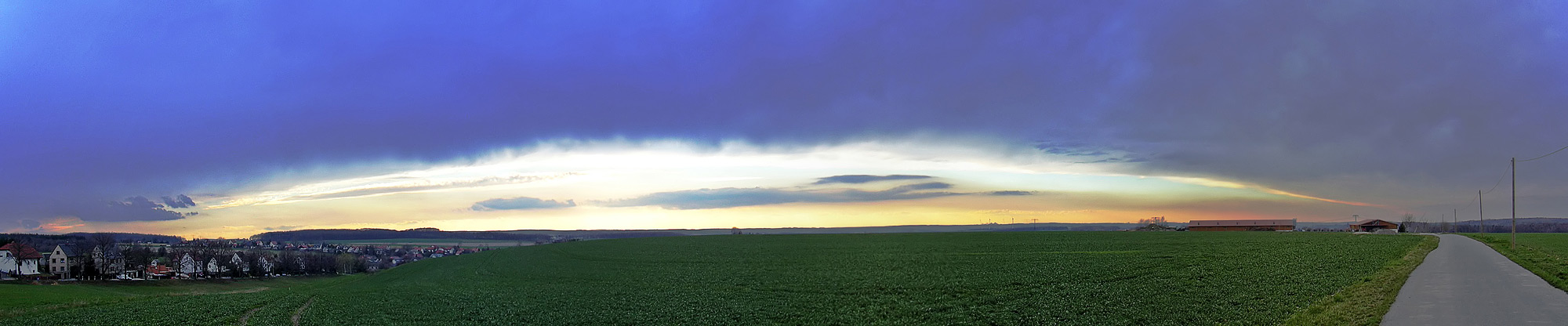
Panorama fotográfico da região da Saxônia, Alemanha, feita a partir de 6 fotografias.

## Tipos
- Panorama: Quadro grande que permita ao espetador observar a paisagem como se estivesse no alto de uma montanha.
- Panorama fotográfico: Conjunto de fotografias montadas para serem uma única fotografia.
- Panoramas completos (360 graus): A montagem de fotografias em computador permite reconstituir panoramas completos (360 graus ao redor de um eixo de rotação) e a sua visualização sem distorções.
- Panorama fotográfico cilíndrico: O panorama é projetado em um cilindro sendo o ângulo vertical de visão limitado a uma faixa horizontal.
- Panorama fotográfico esférico: O panorama é projetado em uma esfera com o espetador virtualmente no seu centro sem limitações de visão.

### Panorâmica equirretangular
A panorâmica equirretangular é a mais complexa de se produzir (usada para gerar uma imagem Esférica quando gerado um arquivo Flash, Java…), transformada em esférica é uma imagem em que o observador tem o ponto de vista do centro da esfera, isto permite a sensação e visualização do ambiente como se estivesse realmente no local, permitindo uma visão tridimensional do local fotografado. Abaixo você pode ver um exemplo da equirretangular.

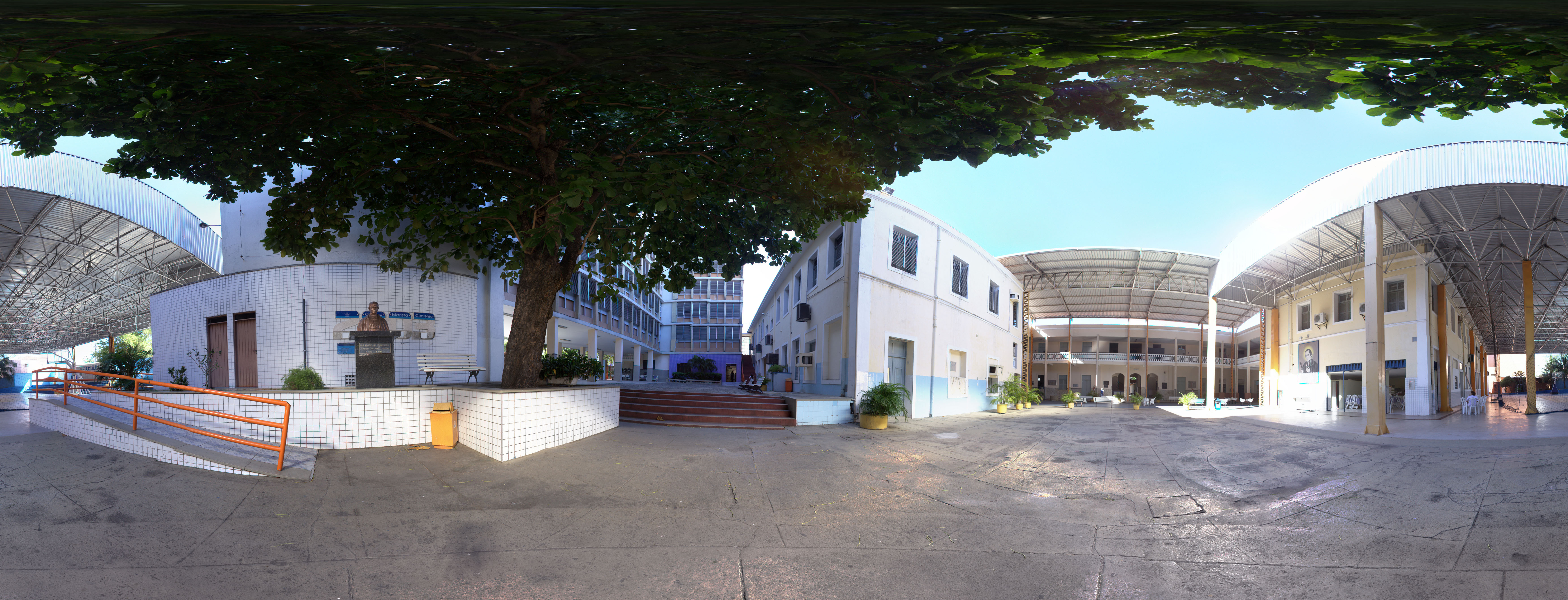
Colégio Marista em Fortaleza-Ceará, Brasil

.

### Panorâmica polar
A panorâmica polar somente pode ser gerada a partir de uma imagem equirrectangular ou uma plana, esta tem um efeito mais artístico que desperta a curiosidade do observador para tentar entender como é aquele ambiente.  São dois tipos de polares possíveis que são oss (planetas), e os donuts (roscas).

### Vídeos panorâmicos
Panorâmicos de 360º são construídos para exibição tipicamente em parques e museus. A partir de 1955, a Disney criou cinemas em 360º para seus parques.
Existem sistemas panorâmicos com menos de 360º. Por exemplo, o Cinerama usava uma tela curva e filmes IMAX são projetos em um domo sobre os espetadores.

### Panorâmicas de interiores
Atualmente, a fotografia de panorâmicas de interiores têm apresentado-se como ótima alternativa para a demonstração de ambientes a distância (pela Internet, em geral), com objetivos comerciais. Sítios de empresas dos mais variados tipos têm utilizado tal recurso, que pode ser encontrado principalmente em sítios de hotéis e motéis.

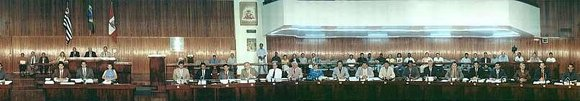
Câmara Municipal de Marília, São Paulo.

## Equipamentos

### Lentes
Qualquer câmera fotográfica pode ser utilizada para fazer panorâmicas, tanto analógicas, como os exemplos já mencionados de daguerreótipos, quanto digitais.
No âmbito digital há dois aspetos que podem levar a decisão de que lentes usar, dependendo do objetivo do fotógrafo. Se a necessidade for de maior resolução, pode se optar por uma lente com um ângulo mais fechado, o que fará com que sejam necessárias mais fotos para cobrir uma mesma área. Se o objetivo for praticidade então as fotos com lentes com maior campo de visão podem diminuir o esforço necessário para capturar a vista desejada. Há lentes que cobrem até 180° ou até um pouco mais, o que em alguns casos pode resolver até em uma única foto.
Uma dificuldade pode surgir com lentes grande angulares na junção, por conta da distorção que essas lentes causam na imagem. Para esses casos normalmente será necessário o uso de softwares especializados em panorâmicas, capazes de corrigir essas distorções e realizar a junção perfeita.
Numa câmera fullframe, uma lente 8mm pode ser usada para cobrir a esfera completa, criando uma panorâmica de todo o campo visual disponível, com apenas 4 fotografias. Algumas lentes ainda mais especializadas, que abrangem pouco mais que 180°, conseguem fazê-lo com apenas duas fotos.
A medida que se usa lentes com maior distância focal, fechando o ângulo visual, mais fotos vão sendo necessárias para uma mesma cena. A fotografia panorâmica imersiva tira proveito disso, sendo capaz de disponibilizar a quem vê a foto capacidades impressionantes de zoom. Tais fotos, quando passam da resolução de 1 gigapixel, são chamadas de "fotografias gigapixel". Em 2011 uma foto feita na biblioteca de Strahov por Jeffrey Martin bateu o recorde mundial de fotografia panorâmica de interior, chegando a 40 gigapixels através da junção de 2947 fotografias com uma lente 70-200mm em 200mm em uma Canon T2i usando uma cabeça de tripé robotizada.

### Acessórios
Na fotografia panorâmica, o uso de tripé é extremamente desejável, para facilitar a posterior composição das fotografias.

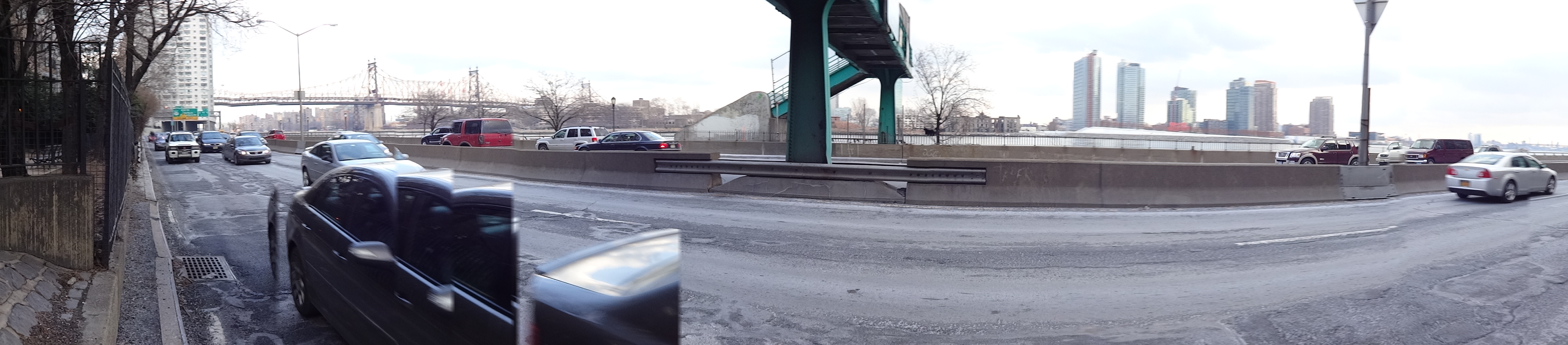
Uma fotografia panorâmica da Franklin D. Roosevelt East River Drive feita com ajuda de uma Sony Cyber-shot, mostrando que a fotografia panorâmica pode obter falhas quando os objetos estão em rápido movimento durante a captura da imagem. Alguns acessórios são utilizados para evitar este tipo de falha.

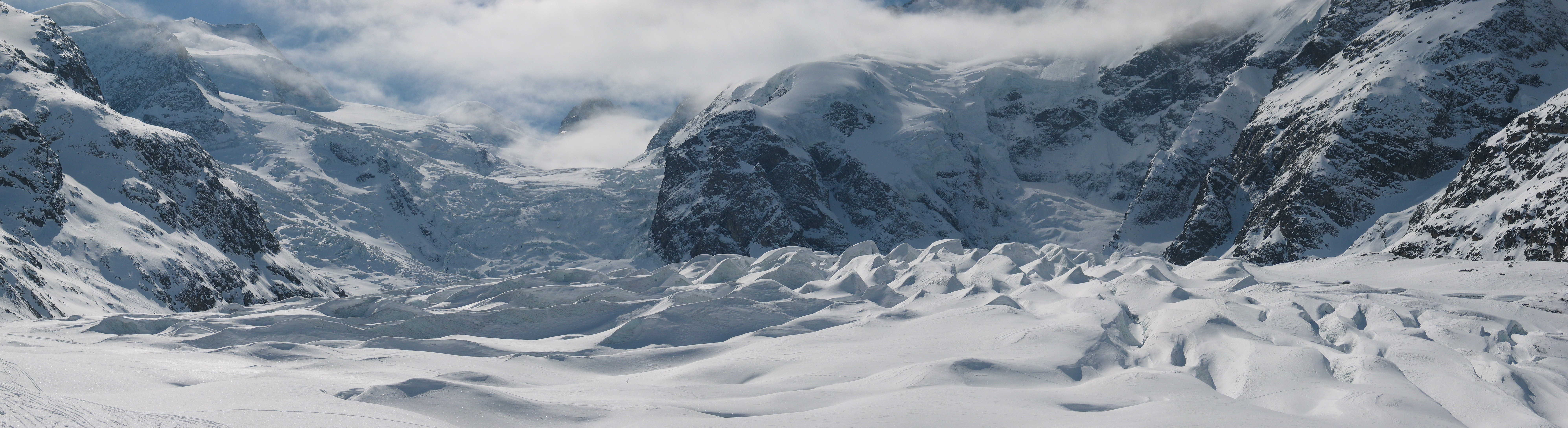
Imagem panorâmica do glaciar Morteratsch, nos Alpes.